# Tjerven brjag
Tjerven brjag (bulgariska: Червен бряг) är en ort i Bulgarien.   Den ligger i kommunen Obsjtina Tjerven brjag och regionen Pleven, i den nordvästra delen av landet, 90 km nordost om huvudstaden Sofia. Tjerven brjag ligger 195 meter över havet och antalet invånare är 21 688.
Terrängen runt Tjerven brjag är kuperad söderut, men norrut är den platt. Tjerven brjag är det största samhället i trakten.
Trakten runt Tjerven brjag består till största delen av jordbruksmark. Runt Tjerven brjag är det ganska glesbefolkat, med 47 invånare per kvadratkilometer.